# Varangerbotn
Varangerbotn, (nordsamiska: Vuonnabahta) är en ort i Nesseby kommun i Finnmark fylke i norra Norge. Orten utgör kommunens centralort och ligger längst in i Varangerfjorden.
I Varangerbotn ligger Varanger samiske museum (nordsamiska: Varjjat Sami Musea). Museet visar samisk kultur i Finnmark. Det består framför allt av Amtsmannsgammen (med båthus, farkoster, torvkåtor och samiskt hantverk) och Isak Saba-huset (barndomshuset för den förste samiske representanten i Stortinget, Isak Saba, som invaldes i Stortinget för Arbeiderpartiet 1906 och satt till 1912.)
I Varangerbotn möts E75 och E6. E75 går längs Varangerfjordens norra strand  till Vardø och Vadsø, medan E6 går längs södra stranden till Kirkenes.